# Wilhelm Matthias
Wilhelm Friedrich Karl Moritz Matthias (* 1899 in Zerbst; † 1942) war ein deutscher Volkswirt und Hochschulleiter. Er leitete bis zur Auflösung 1940 das Nationalpolitische Seminar an der Universität Leipzig und lehrte dann an der Hochschule für Lehrerbildung.

## Leben
Matthias stammte aus dem Herzogtum Anhalt. Nach dem Schulbesuch studierte er Volkswirt und schloss das Studium als Diplom-Volkswirt ab.
Als zu Beginn des Wintersemesters 1933/34 am Institut für Kultur- und Sozialgeschichte der Universität Leipzig ein Seminar für politische Erziehung gebildet und dem bereits bestehenden Seminar für politische Bildung zur Seite gestellt wurde, erhielt Matthias am erstgenannten Seminar am 1. November 1933 eine Assistentenstelle für Geopolitik an der Seite des Professors für Politische Wissenschaften Hans Freyer.
Matthias war mit einer negativen Stellungnahme beteiligt an der 1936 erfolgten Amtserhebung des Leiters des Seminars für politische Bildung an der Universität Leipzig, Wolf Friedrich. In einem längeren Prozess, in dem sich der Gauamtsleiter des Rassenpolitischen Amts der NSDAP in Sachsen, Hermann Vellguth, und der seit 1933 als „wissenschaftlicher Hilfsarbeiter“ an der Universität Leipzig mit der Leitung der politischen Bildung an der Universität befasste Werner Studentkowski gegen Wolf Friedrich aussprachen und ihm die Teilnahme an einem Rasselehrgang verordneten, den er nicht bestand, wurde dieser durch Wilhelm Matthias als neuen Seminarleiter abgelöst.
Mit der Ablösung von Friedrich durch Matthias ging die Herauslösung des Seminars für politische Bildung aus dem Institut für Kultur- und Sozialgeschichte der Universität Leipzig und dessen direkte Unterstellung unter dem Rektor Arthur Golf. Gleichzeitig erhielt es die neue Bezeichnung Nationalpolitisches Seminar.
Nachdem Matthias bereits ab Mai 1939 zugleich auch als Dozent für Volkskunde an der Hochschule für Lehrerbildung Leipzig eingesetzt worden war, erfolgte am 12. Juni 1940 die Auflösung des Nationalpolitischen Seminars durch Verordnung des Ministeriums für Volksbildung Sachsen.
1940 übernahm er zusätzlich die Heimleitung der Stiftung für deutsche Volks- und Kulturbodenstiftung in Leipzig, Bornaische Straße 118.
Nach dem deutschen Überfall auf die Sowjetunion wurde Wilhelm Matthias zur Wehrmacht einberufen. Er fiel 1942 an der Ostfront im Alter von 42 Jahren.